# Dreams (漫画)
『Dreams』（ドリームス）は、七三太朗（原作）、川三番地（作画）による日本の野球漫画作品。『週刊少年マガジン』（講談社）で連載開始後、『マガジンSPECIAL』（同社刊）へ移籍。2009年には約半年間休載されたが、同年8月号から連載が再開され、雑誌休刊に伴い2017年2号（最終号）で連載終了。最終号の表紙は本作が飾った。2016年9月時点で累計発行部数は800万部を突破している。
野球漫画特有の超常的な魔球や高校生離れした驚異的な能力を持つキャラクターが多く登場する一方、シンクロ打法など難解な理論も取り入れている。連載が進むにつれて短い期間で新魔球が披露され、技のインフレ状態になっていった。この著者コンビの既存の野球漫画と同じく、試合描写が詳しい分だけ展開が遅い。そして、掲載誌の休刊に伴い、主人公の久里がキレてビーンボールを連発して高校球界から追放されるという、唐突なバッドエンドで話が終わる。

## あらすじ
主人公、久里武志は野球の才能を持ちながら、タバコを吸い、髪の毛は茶髪で、切れると殴りかかる不良少年。中学時代までに6つのチームを渡り歩いた上、4チームが出場停止、2チームが解散に追い込まれた。試合でもしばしば序盤に退場、もしくは没収試合に至るなど関係者からは使い物にならない投手像を抱かれていた。いくつもの名門校のセレクションで蹴られ、流れ流れ着いた夢の島高校で最後のチャンスをかけることとなる。そして、面接中に監督の工藤を殴るも何とか条件つきで合格した。その条件とは、監督の家で一緒に暮らすことだった。そんな工藤は名門・東陽で監督を務めたこともある男。始業式、久里は紅白戦に登板。しかし、そこには規律と常識を重んじる部長の嫌がらせが待っていた。久里は数々の苦難を乗り越え、南東京大会、甲子園で大暴れをする。非常識野球が、全国に旋風を巻き起こす。

## 登場人物

### 夢の島高校
名門校で引き抜かれなかった高校野球の落ちこぼれが集まった新設校の野球部、セレクションが存在する高校の中でこれより後にセレクションを受けられる高校がないと言えるほどであった。連載開始当初は強豪という設定ではなく、くじ運で地区大会ベスト8に進出したと部員達が自嘲するほどで、主人公である久里武志ほか一部の選手を除いてごく平凡な戦力によって構成されていた。ただし部員全員の打撃のポテンシャルは極めて高く、苦境に立つたびに久里のアドバイスによって才能が開花、即座に投手を打ち崩すほどの能力を有している。

#### メインキャラクター
久里 武志（くり たけし）
投手。右投右打。1年生。
夢の島高校野球部でエースで4番。髪の毛は茶髪で真ん中は金髪（海聖戦の試合後に言い渡された、「坊主にせよ」という高野連からの通達で坊主にしたが、坊主よりもひどい髪型になってしまったため、金髪のかつらをつけている）、試合中はガムを噛み、帽子のつばを後ろにしてかぶるなど数々の非常識を打ち出す男。喧嘩っ早いなどの欠点はあるが、野球に対する意識は本物で、チームに助言を出したり、相手投手の癖を見分けたりする。努力している姿を他人に見せないが、偶然その様子を知ってしまったチームメイトたちも久里に感化され特訓を重ねるなど、チームのカンフル剤としての役目も果たしている。トレーニング方法も独特で、彼はそれによりできた筋肉をだぶだぶのユニフォームで隠している。
幼いころ、父の特訓が虐待だと思い見かねた母は警察に連絡し、それ以来久里の父は家に戻ることも無く、また、笑わなくなったという。ゆえに家庭内は既に崩壊している。中学時代、先輩との喧嘩や試合中の乱闘などが原因でいくつものチームを渡り歩き、2チームをつぶしている。そのため工藤監督は百瀬と小川を監視役にしている。チームの主将である大和田は、悪態をつくことによって自らを鼓舞し、決して矛先を相手に向けることはしないのだと話し、野球に関しては「清潔な男」と話している。喫煙者であり、甲子園に行く際にも相変わらず煙草を吸っている(煙草をやめろと指示されているがやめるつもりが無く、工藤監督も半ば諦めている)。
魔球の開発に取り組んでいて、夏の地方大会の駒場商業戦では夢食いと呼ばれたバクをイメージしたバクボール『四種類まである』という魔球を機に、様々な魔球を開花していく。小柄ながらも速球は160km/hに達する。ただし投手としての久里と直接対決する前の選手の中には「球質が軽い」と過小評価するものもいる。打者としても走攻守万能で相手投手の決め球をどんな状況でも最後は完璧に打ち砕く。メジャーリーグのスカウトからも注目されている。
打撃では作中でバックスクリーン越えの場外ホームランを2本記録するなど卓越した長打力を誇り、守備では50m5秒76(中3時に受けた夢の島のセレクションでの記録)の俊足を生かしたバント処理でたびたび送りバントの打球を併殺に仕留める。肩は中3で遠投推定120m。
甲子園大会に入ってからは、その前の打者を敬遠してランナーを置いた状況で自身を一旦打ち砕いた主力の打者と勝負する戦法を多用するようになり、この意地の勝負を制することで試合を盛り返すパターンが複数回見られる。
百瀬 朝夫（ももせ あさお）
捕手。右投右打。1年生。
久里の恋女房で、小川と共に久里の目付け役も務める。久里のことを「久里様」と呼んだりするなどの主従関係（?）だが、野球への意識は久里に勝るとも劣らない。久里が「百デブ」、「百瀬デブ夫君」と言うほど太っていて、足は鈍足の部類に入るが、加速すれば速い。肩は強肩で、中学3年生の秋に受けた夢の島のセレクションでの遠投では110mを記録している。インサイドワークにも長けている。
小川 耕三（おがわ こうぞう）
二塁手。右投右打。1年生。
久里の殴られ役で、百瀬と共に久里の目付け役も務める。実際は殴られるのは好きではない。クール（本人談）な男らしいが、実際はちびで、ぽっちゃりしているせいか、あまりクールといえる出で立ちではない。久里ほどではないが、バットコントロールに長けて 右打ち、バントの技術などの小技も得意で、2番でセカンドに定着。足は決して速くないが、配球によって守備位置を変える技に長けている。甲子園大会2回戦では、それを工藤監督に見込まれ、マウンドに立った赤倉に代わってセンターの守備に就いた。久里曰く意外と心配いらない男。
赤倉 太（あかくら ふとし）
中堅手。右投右打。1年生。
久里に「俺の次に才能のある男」と言わしめる通り、久里の前を打ち、また強肩でセンターを守る走攻守三拍子そろった選手。久里に感化され、久里に対しては強烈な対抗意識を持っている。甲子園大会2回戦の海聖戦では、泥酔した久里に代わってマウンドに立つ。また工藤監督の『三番最強説』のため海聖戦から数試合に渡り夢の島の四番を打つようになる。しばらくあまり目立った活躍はしていなかったが、その後美ら海聖都戦では首里城きらりから初の本塁打を放つ活躍を見せた。本人の野球センスは高い(即席で魔球ブラックを再現できる程)。
大和田 勝良（おおわだ かつよし）
三塁手。右投両打。3年生。
夢の島高校の主将。久里が来るまではエースで4番を打っていた。中学時代に肘を故障し、マネージャーとしての入部であったが、工藤監督が大和田の影の努力を見て、正式に入部させることが決まった。久里に「恐ろしい男」と言わせた男である。また、工藤監督は大和田がセレクション合格の第一号だと話している。
久里の入部後は後続の打者に球筋を見せるため、1番を打っている。経験の浅い1年生のため、普段はミート重視の右打席に入るが、長打を狙う時は左打席に入る。美ら海聖都戦では直前で1塁ベースを掌で叩くように行うスライディング（摩擦の影響を受けないスライディングである）で出塁したことと引き換えに右腕を骨折するが、骨折したままの状態でもベンチに下がらずファインプレーを連発する。
熊野 春雄（くまの はるお）
左翼手。右投右打。3年生。
夢の島高校の副主将。昨年の秋季大会までは捕手をしていたが、百瀬が正捕手になったので、打撃を買われて左翼手にコンバートされる。全力疾走を怠ってアウトになったり、フライを落球したりとミスも目立ち、その度に久里の怒りを買い、襲われそうになったことが何回かある。そのため、神戸翼成戦では久里に本塁打を打たれ、動揺した生田から本塁打を放つ活躍も見せる。もっともそれは、久里曰く「まぐれ」とのこと。
大村（おおむら）
一塁手。右投右打。1年生。
当初、1年生の中で最も実力が劣ると酷評されていた。しかし、久里のアドバイスによる練習を毎日続けた結果、代打出場した南東京大会3回戦でタイムリー二塁打を放ち、準決勝からはスタメン出場をしている。
第1話の夢の島のセレクションで彼らしき選手が面接を受けていた。その彼らしき選手はかつて投手であったがシニアリーグの秋季リーグ戦での連投で肩を傷めたためセレクションでは遠投で60mしか投げられず、高校では一塁手の経験を活かしてコンバートする意向であったという。
河地 大介（かわち だいすけ）
遊撃手・二塁手。右投右打。1年生。
3回戦の私徳館戦ではスタメンに入った。同い年の小川にも敬語を使い、久里にあこがれている。赤倉とは同じ中学校だったらしく、赤倉に中1まで、河地がおねしょをしていたという弱みを持たれている。対私徳館戦の九回表、相手のスライディングにより肋骨を痛めてしまう。鍼灸師の息子であるためある程度鍼の技術を以って応急処置を行うことができる。

#### サブキャラクター
桜井 裕一（さくらい ゆういち）
右翼手。右投右打。3年生。
南東京大会準決勝・駒場商業戦で、久里のアドバイスを忠実に実行して、頭部に死球を受ける。一度は激昂するが、これが吉永を打ち崩すきっかけとなり、久里から感謝される。
伝田（でんだ）
右投右打。
野球は素人でがむしゃらさだけがとりえ。歓迎試合で代走で出場しラフプレーを行うが、小川のタッチプレーから発生したいざこざの際、赤倉に見事なまでにボコボコにされてしまう。足がとても速く、対六郷戦で代打として出場し、セーフティバントを決めている。美ら海聖都戦では代走として出場し、首里城きらりの投球の癖を事前にビデオ分析で調べ上げてモーションを完全に盗むことで立て続けに2盗、3盗を決める活躍を見せた。
上水流（かみずる）
遊撃手。右投右打。1年生。
レギュラーは獲得できず、以降はスタンドから応援団長を務める。上唇が出ているのが特徴。
井上（いのうえ）
一塁手。右投右打。3年生。打撃だけが取り柄の部員であり、美ら海聖都戦では一塁で先発出場するも、計算通りにファールを打たされた挙句三振を喫し、不甲斐なさに一度は泣いてしまう。だがその様子を見た久里から併殺に打ち取る守備機会を与えられ、見事三重殺に仕留めたことで気力を取り戻す。
高次（たかつぐ）
三塁手。右投右打。美ら海聖都戦で大和田が負傷して代走から途中出場。きらりからヒットを打ち、逆転のお膳立てをする。普段から努力家で靴の爪先を破く位のスイングをするほど。準決勝の麗峰大九龍戦では大和田の代わりに1番サードで先発出場。

#### その他
工藤 弘樹（くどう ひろき）
夢の島高校の監督。
年は本厄の42。かつては名門東陽で監督もしていた。担当教科は物理で、久里のクラスを担当。くわえタバコがトレードマークで、ベンチからのサインもタバコで送る。東陽の監督時代に甲子園で投手の肩を壊したことが大きなトラウマになっている。ハゼ釣りで久里のメンタルを強化した(気性面には効果が無かったが)。ランナーをわざと歩かせた上で自身を一度打ち砕いた打者と勝負するという一見わがままでしかない久里の作戦を主に精神論的な観点から支持するという懐の深い采配を行う一方で、野球や人体にかかわる物理学や化学の理論を丁寧に部員たちに説明する知性も備えている。
山華 文博（やまはな ふみひろ）
夢の島高校の部長。
全員野球の信奉者でガチガチの古い考え方の持ち主。当初は久里のことをチームの風紀を乱す存在として毛嫌いしており、新入生歓迎試合で怒らせて退部に追い込もうと2・3年生チームにラフプレイを命じ、主審を務めた中村に不利なジャッジを指示した。その後、工藤の説得などもあって渋々久里を部員として認めることにした。それからも久里のことは今一つ快く思っていないが、実力だけは高く評価している。ピンチに動揺しやすく自らの軽口が招いた事態が原因で甲子園で小便を漏らす等かなりの小心者。工藤監督曰く、「一度人間に痛めつけられた小型犬」。
工藤 夏（くどう なつ）
夢の島高校のマネージャー。2年生。
工藤監督の娘。久里には「なっちゃん」と呼ばれている。年は久里よりもひとつ上。新歓試合で久里が乱闘を起こしたことで新入生など他のマネージャーが逃げて行った中でそれまで通りマネージャーを続けている。

### 六郷高校
小沢（おざわ）
投手。右投右打。3年生。
最速140km/hの速球とスライダー・カーブ・シュートの他、新たに覚えたナックルを武器としている。また、足の上げ方を微妙に変化させるなど、クセを読まれない工夫もしている。打者としては2回戦までで8打数6安打という成績を残していて、六郷6割打線の4番を担う。しかし、久里に捕手の捕球姿勢から球種を見破られたのをきっかけに打ち込まれ、久里には決め球ナックルを完璧に本塁打にされて、結局5回17失点でコールド負けを喫する。
三輪（みわ）
捕手。右投右打。2年生。
球種によって捕球姿勢が違うことを久里に見破られ、小沢が打ち込まれるきっかけを作ってしまう。夢の島戦では5番で出場する。試合後に自らの捕球姿勢が球種を読まれていた事を指摘された。
水谷（みずたに）
六郷高校の監督。何故か、語尾に必ず「ダ」が付く。当初は高校球児らしからぬ久里を不快に思っていたが、夢の島に完敗したことで久里の振る舞いに理解を寄せるようになった。

### 駒場商業高校
吉永（よしなが）
投手・右翼手。右投右打。3年生。
「剛」の常陽学院と並んで「柔」と称される名門・駒場商業のエース。元は久里と同じ不良で、その気性の激しさを活かしたケンカ投法と、スライダー回転する「袈裟斬りフォーク」を武器としている。夢の島戦では4番で出場する。序盤は夢の島打線を上手く封じられたものの、久里のアドバイスによるビーンボールを恐れない打法で配球を狂わされ、3回途中5失点でKOされる。
水谷（みずたに）
投手・一塁手。右投右打。3年生。
アンダースローからの浮き上がる速球や多彩な変化球に加え、吉永、華原と同じくケンカ投法を使う。吉永からの継投を予定していたが、久里、赤倉にケンカ投法が直球の球威不足を補うための苦肉の策だった事を見破られて、通用しなかった。
六郷の監督と同じ苗字だが、関連の有無などのついては語られていない。
華原（かはら）
一塁手・投手。左投左打。3年生。
左のサイドスロー。打者としても一流らしく、非常に選球眼がいい。夢の島戦では3番で出場する。ピッチングでは、上の2投手と同じくケンカ投法を使うが、ケンカ投法で隠していた弱点を露呈された挙句、久里に場外本塁打を打たれて以降、メッタ打ちに遭う。

### 常陽学院高校
大道 春樹（おおみち はるき）
一塁手・投手。右投右打。3年生。
南東京屈指のスラッガー。駆け引きが無ければ6割が本塁打という、典型的な長距離打者で、名門常陽の4番打者。スイングは大きな構えながらコンパクトで、それが本塁打量産の大いなる要因となっている。草野球の試合で、助っ人として登板した久里から本塁打を打ち、久里の心に火をつけ、軟球でもしびれる球威に驚き、久里の末恐ろしさを感じ取る。
決勝戦では、久里の球をバックスクリーンに直撃させ、久里の無失点記録をストップさせた。しかし、第2打席では大飛球を放つものの打ち取られ、第3打席では、久里の目くらまし投法により速球に差し込まれて打ち取られる。第4打席では本気を出した久里の前に空振り三振を喫する。
鍋島（なべしま）
投手。右投右打。3年生。
南東京No.1投手。長身から投げ下ろす剛速球を武器とする。持ち球はフォーク。本気を出すと右膝に土が付く。打者としても一流。夢の島戦では5番で出場する。
決勝戦では、初回に久里から弾丸ライナーの本塁打を放つ。久里に感化され、本気を出し始めると久里以外の打者をきりきり舞に。久里には3打席連続本塁打を打たれ、最終回に最速157km/hをマークするも、結局久里に場外に運び込まれ、サヨナラ負けを喫する。
玉木（たまき）
中堅手。右投右打。3年生。
プロがマークする走攻守三拍子揃った選手。傷のできた試合（その箇所は40箇所）は必ず本塁打を打つ、というジンクスを持つ。夢の島戦では3番で出場する。
決勝戦では、準決勝で2本の本塁打を放ったイメージを久里の中に持たせ、全ての持ち球を洗い浚いにした。久里が2打席目に打った本塁打を捕球しようとした際フェンスに激突して傷ができたが、結局本塁打は打てずじまいだった（9回に三塁打を放ったが、久里がわざと打たせたらしい）。
黒石（くろいし）
遊撃手。右投左打。3年生。
走塁のエキスパート。久里の5秒6より速い脚で南東京No.1の5秒20をマークする。足に加え強靭な体の持ち主で久里に「競技種目を間違えている」と言わせる程。スライディングのテクニックも一流。久里の球を見て初めて笑った選手でもある。夢の島戦では1番で出場する。
決勝戦では、初回に振り逃げで出塁するも、次打者の山野の打球がダイレクトキャッチされたと勘違いしアウトになる。最終回にはトライアングルを狙い出塁するも、またもや久里に山野の打球をさばかれ併殺になる。
山野（やまの）
捕手。右投左打。2年生。
バントの名手。7連続犠打成功という記録の持ち主。あどけない顔だが、名門常陽において捕手という重役をこなしている。夢の島戦では2番で出場する。
決勝戦では、初回に久里の前に絶妙なバントを、最終回にはトライアングルを狙ったものの、いずれも久里の好守に阻まれる。
麦島（むぎしま）
常陽学院の監督。
好々爺然としているが、歴戦の名将。久里の「非常識野球」に「常識野球」で対抗するが、完敗を喫する。

### 神戸翼成高校（兵庫代表）
春の優勝校。予選では神戸翼成の打球を受けた野手が負傷を繰り返したことで、「豪爆打線」と呼ばれる打線が強み。
生田 庸兵（いくた ようへい）
投手。左投左打。3年生。
150kmを超える速球を持ち、スライダー・シュート・フォーク・ナックルに加え、高速ナックル「魔球KOBE」が武器。久里曰く、「どんなハードルの高い名門に入ってもお山の大将に収まる大道と鍋島をごっちゃにしたような男」。兵庫大会においては、プロ入りを念頭に置いた木製バットで、予選で13本の本塁打をかっ飛ばす。阪神大震災によって両親を失う苦い過去を持ち、寮生活が営まれている神戸翼成において、生田だけが例外で、弟、妹の面倒を見るために仮設住宅で暮らしている。生田の件で、翼成は大いにもめたらしく、練習できない分は自宅で練習をするという形で落ち着いたらしい。夢の島の工藤監督曰く、才能は久里以上らしい。いつも口に爪楊枝をさしている。
1回戦でも、久里から3本塁打を放つ。しかし、久里の3打席連続を含む4本の本塁打を浴び、9失点で敗退。
最上（もがみ）
一塁手。左投左打。3年生。
豪爆打線の異名を持つ神戸翼成高校のクリーンナップの一角。神戸出身の特待生。全寮制の神戸翼成で1人だけ特別扱いの生田が気に食わなかったため、生田の仮設住宅を訪ねる。そこで聞いた生田の決意と過去に心を動かされ、バットを今まで以上に振り込んだ過去がある。夢の島戦では3番で出場。

### 海聖高校（高知代表）
秋吉 広大（あきよし こうだい）
投手。右投右打。3年生。
夢の島戦では4番で出場する。
かつおの一本釣りで鍛えた腰を使った「一本釣り打法」が武器。
2回には「ピッチャー・赤倉」から本塁打を放つも、二日酔いから冷めた久里ら夢の島ナインに打ち込まれ、惨敗を喫する。
試合後、野球と決別する決意を固めるが、「また、メジャーでやろう」と（試合の中で）言ってくれた久里に感激を覚え（？）、号泣した。

### 私徳館高校（山形代表）
全員1年生の新設校で初出場。登録選手は9人しかいない。
名倉 的矢（なぐら まとや）
投手。右投右打。1年生。
バッターのチェックゾーンの限界である1.7m手前で変化する魔球1.7、連続で変化する魔球セーリングボールを持ち、アンダースローでは不可能といわれた160キロ超（計測不能のため詳細不明）のストレートを繰り出す。1、2回戦ではノーヒットノーランを達成している。監督曰く「完成品」らしい。夢の島戦では3番で出場する。父と祖父も甲子園出場を果たしており3代にわたる「マルコウ」（甲子園大会出場経験者）の家系であるが、父も祖父もこっぴどく1回戦でKOされたことがトラウマとなっていた。変幻自在の投球で最後まで夢の島を苦しめるが大和田に才能が久里以下である事を看破され、久里に逆転満塁サヨナラホームランを決められ無念のサヨナラ負けを喫した。
ハンコ・ルー
捕手。右投右打。1年生。
タンザニアの少数民族出身。団監督に買われて私徳館に入学。風を読む特殊な才能を持ち、それを応用したリード、守備を行って夢の島打線を苦しめる。父親を食い殺したライオンの群れをバットで撲殺した逸話を持つ。夢の島戦では4番で出場する。
団 不二夫（だん ふじお）
私徳館の監督。元プロ野球選手。全員1年生の新設校を見事甲子園に導いた。
久里の実の父親にして、トラウマの元凶。幼少時の久里に「地獄の特訓」を施して、現在の久里を作り上げた。久里を「欠陥品」扱いする非常に冷酷な男であるかのように振る舞っていたが、実は久里の事を大切に思っており、私徳館戦後に工藤を呼び出してその気持ちを伝えつつ「息子を頼む。」と話した。虐待まがいのトレーニングを幼少期の久里に課した背景には自身の目の疾患があった。 プロ野球生命を絶った原因でもある目の疾患は殆ど失明の段階まで進行しており、工藤を呼び出して話をした時には水野が目の代わりとして補助を担い、床からイスまでの歩数や方向を詳しく指示していた。
水野（みずの）
私徳館のマネージャー。1年生。久里の情報を収集、分析しているうちに、久里の事を好きになってしまう。

### 美ら海聖都高校（沖縄代表）
首里城 きらり（しゅりじょう きらり）
投手。3年生。左利き。一見坊主頭で眼鏡を掛けた男に見えるが、実は女性。ベスト8戦前（夢の島戦前）に性別を公表した。女子の甲子園出場は甲子園規則第5条に違反していたが、既に3試合を勝ち抜いていたため、高野連会長判断で出場が認められた。二回戦では、京都代表上賀茂南を、変幻自在の投法でパーフェクトゲームを達成。打率も10割。幼いころから野球が大好きで仁達と4人でずっと一緒に遊び続けてきた。一時は女である事がバレて危機に陥った事もあるが仁達の活躍で事無きを得ている。幼少期にJFKと邂逅して4人でのトレーニングを決意した際には「野球が好きなら努力という言葉を使ってはいけない」と3人に命じた。「真実の芯」でミートすることで筋力を使わずにホームランを打つ技術や、重力の影響で沈むことが全く無い「無重力ボール」、相手に軌道を読ませない「ステルスボール」などを武器とする上に最速163km/hの速球も備えている。
仁 かずとよ（じん かずとよ）
美ら海聖都のいわゆる攻撃の3人のシーサー、JFKの内のJ。浜辺での前哨戦では久里の「魔球天使（エンジェル）」を127m飛ばした。何事も一番が好き。　
普天間 涼始（ふてんま りょうじ）
攻撃の3人のシーサー、JFKの内のF。浜辺での前哨戦では久里の魔球「ミーティア（流れ星）」を128m飛ばした。
喜屋武 六郎太（きゃん ろくろうた）
攻撃の3人のシーサー、JFKの内のK。浜辺での前哨戦では、久里の160km/hのストレートを130m飛ばした。
真喜志 源（まきし げん）
美ら海聖都高校の監督。久里のことを「輪郭が見えない」と評した。

### 麗峰大九龍高校（奈良代表）
西村 幸成（にしむら　ゆきなり）
工藤監督のトラウマとなっている人物。高校のとき、連投による肩の故障のためアメリカに。工藤監督の夢では電車の踏切に飛び込もうとして工藤監督に止められるがはねられてしまう。一時は音信不通だった。しかし準決勝で夢の島高校と対戦する麗峰大九龍高校の監督として出現。未だに工藤監督を恨み、久里を潰すと宣言する。
聖光院 橘 （せいこういん たちばな）
投手。リリーフエースで防御率0点台。身長はダルビッシュ有と同じ。ゲームのシミュレーションで美ら海聖都と対戦する前までの夢の島高校の試合結果を当てている。性格は久里同様に負けず嫌い。夢の島戦では先発投手兼4番バッターで出場。

## 用語

### 投球関係
バクボール
南東京大会準決勝駒場商業戦で見せた球。左右に微妙に揺れる。また、回転数も少ないため、バッターは打っても重く感じる。駒場商業は、バットをミートしやすいタイ・カッブ型に統一することで、この球までは対応した。この魔球を久里は小学生のときから投げており、（ボールに釘をさして回転軸を真似たそのボールにオフィシャル・リトルリーグと書かれてあったため）久里の野球に対する真摯な取り組みようがそこからもうかがえる。
バクボールII
同じく南東京大会準決勝で見せた球。腕の振りが速球時と変わらない。速球だと思って振るとスライドする。
バクボールIII
同じく南東京大会準決勝で見せた球。同じく腕の振りが速球時と同じ。シンカーのようにシュート回転しながら沈む。
バクボールIV
同じく南東京大会準決勝で見せた球。バクボールとバクボールIIを合成した球で、上下に小刻みに変化して更にスライドする。駒場商業で投げた球はそれ以降の試合では2度と使われる事は無かった。
目くらまし投法
魔球という訳ではないが、南東京決勝戦で常陽学院の4番大道が名付けた投法。普通、速い球が伸びて、遅い球が沈むというのがセオリーである。だが久里は正反対で、速い球を沈ませ、遅い球が伸びるという投球をした。だが、所詮遅い球が伸びたところで軌道は山なり、見事に沈む速球と似たような軌道をなぞる。よって、球の出所も軌道も同じなのにスピードが違う球にしているのである。球速の差は最大で32km/h、まさに目くらましである。
爆ボール0
甲子園大会1回戦、神戸翼成戦で見せた球。通常の速球と同じく4シームであるが縫い目の方向を左右逆にして握ることによって、通常と逆側に伸びてくる。ライジング・ファストボール。
魔球ブラック
甲子園大会2回戦、海聖戦で見せた球。アンダースローから指を使わずに手のひらで投げる。2階から1階へ落ちてくるような落差。また、指を引っかけることで、スライダー回転やシュート回転をかけることもできる。元々赤倉の嘘だったが、久里が魔球として実現した後、赤倉がこれを見事に真似ている。
魔球エンジェル
甲子園大会3回戦、実の父が監督を務める私徳館戦で見せた球。回転して見える方向とは逆に変化する（例えば、バックスピンのかかったボールは伸びると言われているがその逆で落ちていく）。このボールは回転を通常の1.75倍多くかけるためその分だけ腕に負担がかかる。また、通常通りに変化させる事もできるため、相手は変化方向を読みきれない。序盤までは通用していたが動体視力を極限まで鍛え抜いていた私徳館打線の前に粉砕された。
魔球ミーティア（流れ星）
甲子園大会3回戦、私徳館戦で見せた変化球。この球を打とうとすると、必ずベース前にめり込む凡打になってしまう。打者からは上向きの回転が与えられた直球に見えるが、なぜか伸びずに沈む。その原理は2シームの握りから魔球エンジェルの投球法を利用し、通常の直球より四分の一回転だけさせた「見た目だけ上向き回転」の直球を投げる事により、沈む軌道になるというもの。目のいい私徳館打線に対してのみ有効な魔球である。
袈裟斬りフォーク
南東京大会準決勝、駒場商業の吉永が投げた得意球。普通のフォークよりもスライドしながら落ちる。大和田（スイッチヒッター）以外右打者の夢の島打線は、見事にこれで内角を突かれて、2回までは無得点に抑えられた。
魔球KOBE
甲子園大会1回戦、神戸翼成の生田が投げた得意球。通常のナックルでは考えられないスピードで変化する、高速ナックル。ナックルを投げるには強靭な指の力が必要とされるが、生田は150km/h近いスピードで変化するこの球を体得するため、高速回転するバイクの後輪に板を当て、それを指で支えるという、狂気の特訓を課した。
魔球1.7
私徳館高校のエース名倉が投げる変化球。打者の1.7m手前で変化する。打者が打つとき球を認識しているのは、球が打者の手前1.7mのときが限界だという。そこから大きく風を利用して変化する魔球1.7は、まさに"打たれない球"の一つであろう。久里らは、指にツバをつけて風の流れを読む打法で一時的には攻略したのだが、私徳館は既に弱点を克服した改良型、久里が真似た時の攻略法すらも編み出していた（最も久里もそれに気づいており攻略法を他者に見せるために投げたのだが）。後にバッターのボックス内の移動に対応できない致命的な欠陥がある事が発覚し、サヨナラ負けの一因を産む事になる。
新（ネオ）魔球1・7
魔球1.7の進化系でハンコの風を読む能力を使う事で一瞬の変化を読まれなくした改良型。ハンコがいないと使う事が出来ない。
セーリングボール
私徳館高校のエース名倉が投げる変化球。左右に不規則かつ小刻みに変化する。その原理は、2シーム或いは4シームの握りから回転を与えないままリリースし、縫い目に交互に空気が当たることによってナックルのような変化を引き起こす、というもの。後に握りが違うと通過するコースが別々である事を看破されて追い詰められたが縫い目に拘らずに握る事で対処した。魔球1・7のようにハンコに頼らずとも名倉自らの力だけで投げる事の出来る魔球を生み出すために研究を続けて生み出した球。
嵐!!無限球
セーリングボールの進化系（完全体）の球。セーリングボールの握りを縫い目に拘らずにランダムに握る事で投げた本人ですらどこに行くかわからなくした球。コントロールが一切つかない事が弱点でもある。
ステルス投法
相手に読ませない軌道のボールを投げるきらりの魔球。バッターの予想と実際の軌道との間に誤差が生まれるという原理で成り立っている。
無重力ボール
きらりの投げるライジングファストボール。ボールに上角度を付けることで重力の影響で沈むことが全く無くなるという原理によるものである。通常アンダースローでないと成立しないがきらりは女性特有の関節の可動域の広さを活かしてオーバースローから繰り出すことに成功しており、低いリリースポイントから上角度を付けるようにして投げている。
魔球pb
サークルチェンジの握りから時速150キロで投げられたボールがバッターの手前で急降下していく。その球質は鉛のごとく重い。美ら海戦で久里が披露した魔球であり、ジャイロ回転の回転軸に向かってバットが当たるので「高回転を有しているにも拘らず無回転の球のように反発しない球質」の球となる。しかしバットの角度を変えることでジャイロ回転の回転軸を避けてミートすることができ、こうすることで接触面が通常の回転と変わらず反発力を利用したバッティングができるという弱点がある。
魔球サイレント
いわゆるカットボール。別名「小4魔球」。小学4年生のころから久里が投げていた魔球。リトル時代には変化球を投げるのを禁止されており、これを理由にストレートの腕の振りから変化する球を投げたというのがこの魔球の始まりである。キャッチャーが上手く捕球出来ないのも特徴で、 それ故に捕球の際に音があまり出来ないのでこの名称となった。

### 打撃関係
シンクロ打法
投手との重心の上下動を同調させる事でタイミングを計る打法。
小指グリップ引っかけ打法
小指をグリップにかけて打つことで、バットを長く持つことができ、飛距離が伸びるというもの。但し、長尺になるため振り切りにくくなる。
低目打ち
高目を打っていては、バットが水平に振られるため打球が飛ぶのは一方向に固定されるが、低めならバットが縦に振られるため二方向に分かれる、というもの。つまり、打球の方向を予測しづらくなる。久里はこれを、釘を二本刺したバットで説明した。
周辺視システム
甲子園第1回戦、神戸翼成戦で、久里がナインに「ピッチャーのヒジの辺りを見て打て」と言った。その理由は、小さな文字など、詳細な情報を得ようとする場合は、中心視(視力の優れた視野の中心)で得なければならないが、運動する物体の知覚や明暗の変化など時間情報の需要には、全体をぼおっと見るような周辺視が優れている、というもの。中心視は意識的であり、暗かったり動いたりすると低下するが、周辺視は明暗、動きに関係なく情報を処理できる。つまり、ヒジの辺りをぼおっと見て、周辺視を利用している。私徳館戦でも魔球攻略に利用された。
ナックル打法（ボンバー）
神戸翼成の生田が使う打法。高速ナックルを投げるため、鍛え上げた指を使う。これにより、少々振り遅れても、指の力でバットを押し出し、タイミングを合わせられる。実際に真似をすると確実につき指するか骨折するので危険である。
一本釣り打法
海聖の4番秋吉が使う打法。カツオ漁で鍛えた足腰を活かして長打を生む。久里の魔球ブラックの前に打ち取られる。
肩にアゴ乗せ打法
左右ジグザグにゆれる球セーリングボールを打つ際に使われた。普通に打とうとすると、左右に変化に体が反応してしまい、上手く打つことができないが、肩にアゴを乗せ、利き目をつぶることで、感度を鈍らせ、体の反応を止めるやり方。
ツイスト理論
糸の先におもりをつけた振り子の、糸の中間を押すと、おもりは早く鋭く動く。これを利用し、バッターが打つ時も、スイングの瞬間腰を戻すことで、スイングスピードを加速させる打法。
真実の芯
完全なる真芯で捉えることで筋力や反発力に頼らずホームランを打つことができる。きらりはそのための特訓として校庭の洗い場の淵にバットスイングを打ち込むというトレーニングを行った。
ナックル打ち
美ら海高校のメンバーが使用する打法の1つ。 バットを縦に振るうようにして、 無回転のナックルのような打球を 飛ばすことが出来る。この打法はきらりとJFKの4人が遊びでバッティングを行ったのが始まりだという。
オプトメトリー[:en]

## 試合結果
- 新入生歓迎試合（2回裏、乱闘のため没収試合）

|                | 1 | 2 | 計 |
| -------------- | - | - | -- |
| 1年生チーム    | 8 | 2 | 10 |
| 2・3年生チーム | 1 |   | 1  |

- 夏季南東京大会3回戦（5回コールド）

|        | 1 | 2  | 3 | 4 | 5 | 計 |
| ------ | - | -- | - | - | - | -- |
| 六郷   | 0 | 0  | 0 | 0 | 0 | 0  |
| 夢の島 | 4 | 10 | 1 | 2 | X | 17 |

- 夏季南東京大会4回戦（7回コールド）スコア表示なし

京南　　　　0
夢の島　　　16x
- 夏季南東京大会5回戦（スコア表示なし）

某強豪チーム　　0
夢の島　　　　　9
- 夏季南東京大会準決勝（5回コールド）

|          | 1 | 2 | 3 | 4 | 5 | 計 |
| -------- | - | - | - | - | - | -- |
| 駒場商業 | 0 | 0 | 0 | 0 | 0 | 0  |
| 夢の島   | 0 | 0 | 5 | 8 | X | 13 |

- 夏季南東京大会決勝

|          | 1 | 2 | 3 | 4 | 5 | 6 | 7 | 8 | 9  | 計 |
| -------- | - | - | - | - | - | - | - | - | -- | -- |
| 常陽学院 | 3 | 0 | 0 | 0 | 0 | 0 | 0 | 0 | 0  | 3  |
| 夢の島   | 1 | 0 | 1 | 0 | 0 | 1 | 0 | 0 | 1X | 4  |

- 夏季甲子園大会1回戦

|          | 1 | 2 | 3 | 4 | 5 | 6 | 7 | 8 | 9 | 計 |
| -------- | - | - | - | - | - | - | - | - | - | -- |
| 夢の島   | 0 | 0 | 0 | 2 | 6 | 0 | 0 | 1 | 0 | 9  |
| 神戸翼成 | 2 | 0 | 0 | 2 | 0 | 0 | 0 | 0 | 2 | 6  |

- 夏季甲子園大会2回戦

|        | 1 | 2 | 3 | 4 | 5 | 6 | 7 | 8 | 9 | 計 |
| ------ | - | - | - | - | - | - | - | - | - | -- |
| 海聖   | 0 | 4 | 0 | 0 | 0 | 0 | 0 | 0 | 0 | 4  |
| 夢の島 | 4 | 5 | 1 | 0 | 2 | 0 | 3 | 1 | X | 16 |

- 夏季甲子園大会3回戦

|        | 1 | 2 | 3 | 4 | 5 | 6 | 7 | 8 | 9  | 計 |
| ------ | - | - | - | - | - | - | - | - | -- | -- |
| 私徳館 | 0 | 0 | 1 | 5 | 0 | 0 | 1 | 0 | 0  | 7  |
| 夢の島 | 0 | 0 | 4 | 0 | 0 | 0 | 0 | 0 | 4X | 8  |

- 夏季甲子園大会準々決勝

|            | 1 | 2 | 3 | 4 | 5 | 6 | 7 | 8 | 9  | 計 |
| ---------- | - | - | - | - | - | - | - | - | -- | -- |
| 美ら海聖都 | 2 | 3 | 0 | 0 | 0 | 0 | 3 | 0 | 4  | 12 |
| 夢の島     | 0 | 0 | 5 | 0 | 0 | 0 | 4 | 0 | 4X | 13 |

- 夏季甲子園大会準決勝

|            | 1 | 2 | 3 | 4 | 5 | 6 | 7 | 8 | 9 | 10 | 計 |
| ---------- | - | - | - | - | - | - | - | - | - | -- | -- |
| 麗峰大九龍 | 5 | 0 | 0 | 0 | 4 | 0 | 0 | 0 | 0 | 1  | 10 |
| 夢の島     | 0 | 1 | 0 | 0 | 0 | 2 | 0 | 2 | 4 | 0  | 9  |